# Ти — мій дім
«Ти — мій дім» — турецька мелодраматична стрічка 2012 року.

## Сюжет
Молода Лейла протягом року зустрічалась з одруженим чоловіком Мехметом. Про дружину свого коханого дівчина нічого не знала. Вона розриває стосунки з Мехметом і вибачається перед його дружиною. Засмучена Лейла повертається в рідний дім. Батько, який не міг вибачити доньці за ганебні стосунки, зустрічає її холодно. І налагодити взаємовідносини з татом дуже важко.
Доля дарує Лейлі нове кохання. Перебуваючи на роботі батька, вона помічає будівельника Іскандера. Чоловік не звертає на дівчину увагу, вона починає з'являтися поряд. Після чарки раки, таку умову поставив Іскандер, вони починають зустрічатися. Отримавши підтримку та розуміння один в одному, пара згодом одружується. Та їхнє щасливе життя затьмарює звістка про важку хворобу мозку Лейли. Батько забирає доньку в її чоловіка. Дефне приносить звістку Іскандеру від Лейли. Батько обдурив зятя, сказавши, що донька на лікуванні в США. Слабоумство Лейли прогресувало й невдовзі вона помирає.

## У ролях
| Актор                | Персонаж | Роль                   |
| -------------------- | -------- | ---------------------- |
| Фахріє Евджен        | Лейла    | головна героїня        |
| Озай Фехт            | Зеліха   | мама Лейли             |
| Сайт Жене            | Селім    | батько Лейли           |
| Гізем Денізджи       | Дефне    | сестра Лейли           |
| Озджан Деніз         | Іскандер | чоловік Лейли          |
| Айша Меліке Черчі    | Зейнеп   | подруга Лейли          |
| Левент Октем         | Лікар    | особистий лікар Лейли  |
| Теоман Кумбарачибаши | Мехмет   | колишній коханий Лейли |

## Знімальна група
- Кінорежисер — Озджан Деніз
- Сценаристи — Авні Туна Диллігіль, Озджан Деніз
- Кінопродюсери —Сюкрю Авсар, Ерсан Деніз
- Кінооператор —Олкай Огуз
- Кіномонтаж — Ісмаїл Джанлісой[1].

## Критика
Стрічка отримала змішані відгуки. На сайті Rotten Tomatoes оцінка фільму становить 47 % від глядачів із середньою оцінкою 3,2/5 (36 голосів). Фільму зарахований «розсипаний попкорн» від глядачів, Internet Movie Database — 5,0/10 (3 912 голосів).